# Bank of Scotland
Die Bank of Scotland (Bank von Schottland; gälisch: Banca na h-Alba) ist eine schottische Geschäfts- und Privatkundenbank mit Hauptsitz in Edinburgh. Seit dem 19. Januar 2009 ist die Bank of Scotland ein Unternehmen der britischen Lloyds Banking Group plc.
Die Bank of Scotland ist außer in Großbritannien auch in Nordamerika, Spanien, den Niederlanden und Deutschland tätig. Sie besitzt als Privatnotenbank seit 1695 das Recht, in Schottland Banknoten auszugeben.
Die Bank gehörte von 2001 bis 2008 zur britischen Banken- und Versicherungsgruppe HBOS plc (Halifax Bank of Scotland). Im Zuge der Finanzkrise ab 2007 wurde eine Verschmelzung der HBOS-Gruppe mit der Finanzgruppe Lloyds TSB vereinbart.
Die Bank of Scotland ist nicht zu verwechseln mit der Royal Bank of Scotland, die sich seit der Finanzkrise 2008 mehrheitlich im Besitz des britischen Staats befindet.

## Geschichte
The Governor and Company of the Bank of Scotland, so der volle Name, wurde durch ein Gesetz des schottischen Parlaments am 17. Juli 1695 gegründet und eröffnete ihren Geschäftsbetrieb im Februar 1696. Sie ist die einzige jemals vom schottischen Parlament gegründete Bank und auch die einzige von ihm geschaffene und noch existierende kommerzielle Institution.
Der Gründungsakt ermöglichte dem Bankdirektorium, ein Nominalkapital von 1.200.000 schottischen Pfund (dies waren 100.000 Pfund Sterling) aufzubringen, bewilligte der Bank ein Monopol auf Bankgeschäfte in Schottland für 21 Jahre, gab den Eigentümern (Aktionären) begrenzte Verbindlichkeit, und die abschließende Klausel (erst 1920 widerrufen) machte alle auswärtigen Eigentümer zu eingebürgerten Schotten „in jeder Hinsicht und für jedweden Zweck“.
Die Bank wurde vorwiegend errichtet, um Schottlands Handel mit England und den beiden Niederlanden zu entwickeln. Im Februar 1696 startete sie mit einem Arbeitskapital von 120.000 Scots (oder 10.000 Pfund Sterling). Ihre 172 Anteilseigner (36 davon in London) stammten hauptsächlich aus Schottlands Elite in Politik und Handel. Sie verlangten ein Banksystem, das längerfristige Kredite sowie Sicherheit für Kaufleute und Landbesitzer bot.
Die Bank von Schottland gab als erste europäische Bank erfolgreich Papiergeld aus, das auf Verlangen in Bargeld einzulösen war. Dies war eine extrem günstige Einrichtung, wenn man den schlechten Zustand der schottischen Münzprägung am Ende des 17. Jahrhunderts berücksichtigt. Das Recht zur Banknotenausgabe ist bis zum heutigen Tag gewahrt worden.

### Im 18. Jahrhundert
Nach der Vereinigung von Schottland und England im Jahr 1707 überwachte die Bank das Umprägen der alten schottischen Münzen in Sterling.
1716 lief das Monopol zur Notenausgabe ab und im Jahr 1727 wurde die Royal Bank of Scotland durch ein königliches Statut gegründet, um Probleme mit der Genehmigung von Krediten an den Staat durch das Parlament zu umgehen. Eine Zeit lang folgte nun ein heftiger Wettbewerb, weil beide Banken versuchten, die andere aus dem Geschäft zu drängen. Dieser Bankenkrieg war mehr oder weniger in den 1740er Jahren vorbei.
Während des Jakobiten-Aufstands 1745 beschlossen die Direktoren der Bank, obwohl sie den Ruf einer Jakobiten-Bank hatte, zirkulierende Banknoten zurückzunehmen, als die Highland-Armee des Bonnie Prince Charlie südwärts auf Edinburgh marschierte. Die Papiere und Wertsachen der Bank wurden auf das Edinburgher Schloss in Sicherheit gebracht. Die Bank schloss mehrere Wochen ihre Türen, bis die Rebellenarmee die Stadt verlassen hatte.
Ab den 1750er Jahren verlagerte sich der Fokus der ökonomischen Entwicklung mehr nach Glasgow und in den schottischen Westen. Dies führte zur Zunahme von Bankgesellschaften in Glasgow und weiteren Städten. Die Bank übernahm die Leitung bei der Festlegung der Sicherheit und Stabilität des gesamten schottischen Bankensystems, die nach dem Kollaps der Ayr Bank im Jahr 1772 wichtiger wurde.

### Im 19. Jahrhundert
In der Bankgeschichte hat es Bedrohungen des Rechts auf Notenausgabe zu verschiedenen Zeiten gegeben. Im Jahr 1826 gab es in Schottland eine große Entrüstung über den Versuch des britischen Parlaments, die Produktion der Banknoten mit weniger als fünf Pfund Nominalwert zu verhindern. Sir Walter Scott schrieb eine Reihe von Briefen an das Edinburgh Weekly Journal unter dem Pseudonym „Malachi Malagrowther“, die sofort als Flugschriften neu gedruckt wurden. Ihre Resonanz zwang die Regierung nachzugeben und den schottischen Banken zu erlauben, weiterhin £1-Noten zu drucken. Aus diesem Grund erscheint Sir Walter Scott auf allen Noten der Bank von Schottland.
Im 19. Jahrhundert gab es eine Anzahl von Änderungen in Schottlands Bankensystem. Eine Entwicklung war das Aufkommen von großen Bank-Kapitalgesellschaften mit vielen Aktionären. Die Western Bank brach 1857 zusammen. Die Bank von Schottland sprang mit den anderen schottischen Banken ein, um Inhaber von Banknoten der Western Bank auszuzahlen. 1878 kollabierte auch die City of Glasgow Bank auf spektakuläre Weise und ruinierte alle bis auf 254 ihrer 1.819 Anteilseigner. Diese Katastrophe führte wieder zu einem konservativeren Finanzgebaren der Edinburgher Bankengemeinschaft.

### Im 20. Jahrhundert
Die frühen Jahre des 20. Jahrhunderts brachten der Bank neues Geschäft: Industrien am technologischen Scheidepunkt brauchten finanzielle Unterstützung zu ihrer Expansion, Firmen wie z. B. British Aluminium oder Barr and Stroud (Hersteller optischer Entfernungsmesser für die britische Marine) suchten ausgeklügelte Finanzierungen in einem bislang unbekannten Maßstab.
Mit Ausbruch des Ersten Weltkrieges richtete die Bank ihre Geschäftspolitik wieder auf nationale Notwendigkeiten aus. Auch die Jahre zwischen den Weltkriegen erwiesen sich als schwierig. Erst nach dem Zweiten Weltkrieg verbesserte sich das Geschäftsklima wieder. In den 1950er Jahren wurde der finanzielle Sektor von einer Welle von Fusionen und Aufkäufen erfasst. Die Bank von Schottland begann diese Phase mit ihrer Fusion mit der in Glasgow heimischen Union Bank of Scotland im Jahr 1955. Drei Jahre später expandierte sie mit dem Erwerb der North West Securities (heute Capital Bank) in Verbraucherkredite. 1971 fand die Fusion mit der British Linen Bank statt.
In den 1950er Jahren kündigte sich das Computerzeitalter an, das das Bankwesen revolutionieren sollte: 1959 installierte die Bank von Schottland als erste britische Bank einen Computer zur zentralen Verarbeitung der Konten. 1986 war die Bank wieder wegweisend mit der Vorstellung von HOBS (Home and Office Banking Services) – einer frühen Anwendung der DFÜ-Technologie. Dieser Dienst ermöglichte den Kunden den Zugang zu ihren Konten am Fernsehschirm über das Telefonnetz durch die dem Bildschirmtext ähnliche PRESTEL Technologie.
Die Bank von Schottland schätzte auch das große Potenzial des Nordseeöls schnell richtig ein. In den frühen 1970er Jahren richtete sie eine separate Öl-Abteilung (Oil Division) ein, finanzierte darüber die Exploration im Forties-Feld und spielte eine führende Rolle bei der Gründung der International Oil and Energy Bank.
1975 eröffnete die Bank von Schottland ihr erstes Übersee-Büro in der Ölstadt Houston, Texas. Filialen folgten in anderen US-Bundesstaaten, in Moskau, Hongkong und Singapur. 1987 wurde die Countrywide Bank in Neuseeland und 1995 die Bank of Western Australia gekauft.

### Im 21. Jahrhundert
2001 willigte die Bank in eine Fusion mit der Halifax Gruppe ein, um eine der größten Girobanken Großbritanniens zu gründen, die HBOS. Die Bank von Schottland erwarb im selben Jahr auch die ICC Bank in der Republik Irland und betrieb ihr irisches Geschäft seitdem als Bank of Scotland (Ireland). Seit Januar 2009 ist die Bank of Scotland ein Unternehmen der Lloyds Banking Group plc.
Im August 2010 wurde bekannt, dass die Bank of Scotland (Ireland) ihr Geschäft als licensed bank in Irland zum Jahresende 2010 aufgibt.
Über die Bank of Scotland und die mehr als 300-jährige Geschichte des schottischen Bankwesens gibt es im Museum of the Mound am Edinburgher Hauptsitz der Bank viele Aufzeichnungen und alte Gegenstände zu besichtigen.
Auf Grund des Brexit wurde das operative Geschäft in Deutschland am 25. März 2019 auf die deutsche Gesellschaft Lloyds Bank GmbH mit Sitz in Berlin übertragen und wird seitdem von dieser betrieben.

## Aktivitäten
Die Bank of Scotland ist eine weltweit agierende Geschäftsbank, hat ihren Schwerpunkt in Schottland und ist keine Zentralbank. Zusammen mit der Royal Bank of Scotland (Edinburgh) und der Clydesdale Bank (Glasgow) besitzt sie jedoch das ihr historisch zustehende Privileg der Banknotenausgabe. Die Banken müssen sich dabei an die Vorgaben der Bank of England halten.
In Deutschland ist der Bereich Unternehmensfinanzierungen (Bank of Scotland Corporate) bereits seit 1998 mit einem Büro in Frankfurt am Main vertreten.
Seit dem 27. Januar 2009 ist die Bank of Scotland Deutschland mit Sitz in Berlin auch im deutschen Privatkundengeschäft tätig und bietet Autokredite und Tagesgeldkonten im Internet an.
Im ersten Jahr ihrer Deutschland-Aktivitäten gewann die Bank of Scotland rund 100.000 neue Kunden. Innerhalb dieses Zeitraums konnte die Bank etwa 1,5 Milliarden Euro Einlagen generieren. Nach 3 Jahren waren es bereits 500.000 Kunden.

## Einlagensicherung
Bis zum März 2019 waren Einlagen bei der deutschen Niederlassung der Bank of Scotland im Rahmen der Bestimmungen der britischen Einlagensicherung Financial Services Compensations Scheme (FSCS) sowie im Einlagensicherungsfonds des Bundesverbandes deutscher Banken (BdB) geschützt. Bis Ende 2010 betrug die Sicherungsgrenze 50.000 britische Pfund (GBP). Seit dem 31. Dezember 2010 sind alle EU-Mitgliedstaaten entsprechend den EU-Richtlinien 94/19/EG und 97/9/EG zu einer höheren Einlagensicherung von mindestens 100.000 Euro verpflichtet. Bei der Bank of Scotland angelegte Gelder sind daher seit dem 31. Dezember 2010 bis zu einer Summe von 85.000 britischen Pfund (GBP) (ca. 100.000 Euro) durch den britischen Einlagensicherungsfonds zu 100 Prozent abgesichert. Die deutsche Niederlassung der Bank of Scotland war am 21. September 2011 dem Bundesverband deutscher Banken beigetreten. Sie war auch Mitglied in einem deutschen Einlagensicherungsfonds. Alle Einlagen bei der deutschen Niederlassung waren bis zu einer Höhe von 250.000 Euro abgesichert. In einem Beanspruchungsfall wäre der Einleger zunächst vom britischen Einlagensicherungsfonds bis zu dessen Höchstgrenze geschützt worden, diese Grenze überschreitende Beträge hätte die deutsche Einlagensicherung abgedeckt.
Seit dem 25. März 2019 erfolgen Einlagen deutscher Kunden bei der deutschen Gesellschaft Lloyds Bank GmbH. Diese gehört über die Entschädigungseinrichtung deutscher Banken (EdB) der deutschen gesetzlichen Einlagensicherung an, die Einlagen bis EUR 100.000 abdeckt.